# Killadelphia
Killadelphia – album koncertowy metalowego zespołu Lamb of God, zarejestrowany podczas koncertu w Filadelfii w październiku 2004 roku. Koncert został wydany w formie CD audio oraz DVD.

## Lista utworów
Opracowano na podstawie materiału źródłowego.
1. "Intro" - 2:03
2. "Laid to Rest" - 3:50
3. "Hourglass" - 3:48
4. "As the Palaces Burn" - 3:28
5. "Now You've Got Something to Die For" - 3:39
6. "11th Hour" - 3:46
7. "Terror and Hubris in the House of Frank Pollard" - 6:33
8. "Ruin" - 3:57
9. "Omerta" - 4:48
10. "Pariah" - 5:14
11. "The Faded Line" - 4:41
12. "Bloodletting" - 2:17
13. "The Subtle Arts of Murder and Persuasion" - 4:39
14. "Vigil" - 5:01
15. "What I've Become" - 4:23
16. "Black Label" - 4:57